# وينرار
وينرار هي أداة أرشفة ملفات تجريبية لنظام ويندوز، تم تطويرها بواسطة يوجين روشال من win.rar GmbH. يمكنه إنشاء وعرض الأرشيفات بتنسيقات ملفات رار أو ZIP،  وفك ضغط العديد من تنسيقات ملفات الأرشيف. لتمكين المستخدم من اختبار تكامل الأرشيفات، يقوم وينرار بتضمين اختبار التكرار الدوري CRC32 أو BLAKE2 الاختباري لكل ملف في كل أرشيف. يدعم وين رار إنشاء أرشيفات مشفرة ومتعددة الأجزاء وذاتية الاستخراج.
وينرار هو برنامج يعمل بنظام ويندوز فقط. يتوفر أيضًا تطبيق أندرويد يسمى "RAR for Android". وتشمل البرامج ذات الصلة في المساعدة لسطر الأوامر "RAR" و "UNRAR"  والإصدارات ل ماك، لينكس، فري، ويندوز CE، وإم إس-دوس.

## التطور
لقد تطور تنسيق ملف وينرار ورار بمرور الوقت. تمت إضافة دعم تنسيق الأرشيف RAR5، باستخدام نفس امتداد ملف RAR مثل الإصدارات السابقة، في الإصدار 5.0؛ تمت الإشارة إلى الملفات ذات تنسيق ملف رار الأقدم باسم RAR4. إصدارات وينرار قبل 5.0 لا تدعم أرشيفات RAR5  فقط الإصدارات الأقدم من وينرار تعمل على إصدارات ويندوز السابقة لـ XP، ولا يمكنها فتح أرشيفات RAR5.
زاد تنسيق ملف RAR5 الحد الأقصى لحجم القاموس إلى 1 جيجا بايت؛ يتوفر 11 حجمًا مختلفًا لدليل الضغط من 1 ميجابايت إلى 1 جيجابايت، مع زيادة الحجم الافتراضي في الإصدار 5 من 4 ميجابايت إلى 32 ميجابايت، مما يؤدي عادةً إلى تحسين نسبة الضغط. يكون معيار التشفير المتقدم AES، عند استخدامه، في وضع CBC وزاد قوته من 128 إلى 256 بت. تم زيادة الحد الأقصى لطول المسار للملفات في أرشيفات RAR و ZIP إلى 2048 حرفًا.
تشتمل الخيارات المضافة في الإصدار 5.0 على خوارزمية تجزئة الملفات BLAKE2 256 بت بدلاً من 32 بت CRC32 الافتراضي، واكتشاف الملفات المكررة، وارتباطات NTFS الثابتة والرمزية، وسجل الفتح السريع للسماح بفتح الأرشيفات الكبيرة بشكل أسرع.
قام تنسيق ملف RAR5 بإزالة التعليقات لكل ملف (على الرغم من بقاء تعليق الأرشيف)، والتحقق من الموثوقية، وخوارزميات الضغط المتخصصة للملفات النصية وملفات الوسائط المتعددة. قام RAR5 أيضًا بتغيير اسم الملف لوحدات التخزين المنقسمة من "archivename.rNN" إلى "archivename.partNN.rar".

## المميزات
- إنشاء أرشيفات RAR أو ZIP.
- استخراج ملفات ARJ، BZIP2، CAB، GZ، ISO، JAR، LHA، RAR، TAR، UUE، XZ، Z، ZIP، ZIPX، 7z، 001 (مقسم)، وكذلك ملفات EXE التي تحتوي على تنسيقات الأرشيف هذه [5][6]
- التحقق من المجموع الاختباري (سلامة) لأرشيف ARJ وBZIP2 وCAB وGZ وBZIP2 وRAR وXZ وZIP و7z
- ضغط وإلغاء ضغط وحدة المعالجة المركزية متعددة مؤشرات الترابط

عند إنشاء أرشيفات RAR:
- دعم الحد الأقصى لحجم الملف 16 بايت، حوالي 1.8 × 10 19 بايت أو 18 مليون تيرابايت
- قاموس ضغط من 1 ميجابايت إلى 1 جيجابايت (يقتصر على 256 ميجابايت في إصدارات 32 بت من ويندوز، على الرغم من أن ويندوز 32 بت لا يزال بإمكانه فك ضغط الأرشيف باستخدام قاموس 1 جيجابايت؛ الحجم الافتراضي هو 32 ميجابايت) [5]
- يمكن أن يحل تجزئة ملف BLAKE2 256-بت الاختياري محل المجموع الاختباري لملف CRC32 الافتراضي 32 بت
- تشفير اختياري باستخدام معيار التشفير المتقدم مع مفتاح 256 بت [7] في وضع CBC، باستخدام وظيفة اشتقاق المفتاح بناءً على PBKDF2 باستخدام رمز مصادقة الرسالة القائم على التلبيد -SHA256
- يتم توفير التكرار الاختياري للبيانات في شكل سجلات استرداد Reed-Solomon وأحجام الاسترداد، مما يسمح بإعادة إنشاء المحفوظات التالفة (بما في ذلك إعادة بناء المجلدات المفقودة تمامًا)
- «سجل فتح سريع» لفتح ملفات RAR بشكل أسرع
- القدرة على إنشاء أرشيفات متعددة المجلدات (مقسمة) [8]
- القدرة على إنشاء ملفات الاستخراج الذاتي (يتم دعم أرشيفات استخراج ذاتي متعددة المجلدات؛ يمكن للمستخرج الذاتي تنفيذ الأوامر، مثل تشغيل برنامج محدد قبل الاستخراج الذاتي أو بعده)[9]
- دعم خيارات نظام ملفات إن تي إف إس المتقدمة، مثل الروابط الثابتة والرمزية NTFS
- دعم أقصى طول للمسار يصل إلى 2048 حرفًا (مخزنة بتنسيق صيغة التحويل الموحد-8)
- تعليق للأرشيف (إختياري): (مخزن بتنسيق UTF-8)
- حفظ طابع زمني للملف (إختياري): الإنشاء، الوصول الأخير، أوقات التعديل عالية الدقة
- إلغاء المُكرر من الملفات (إختياري)

## رخصة
يتم توزيع البرنامج كـ «جرب قبل الشراء»؛ يمكن استخدامه بدون رسوم لمدة 40 يومًا. عند انتهاء الفترة، تظل الوظائف غير المتعلقة بالمؤسسات متاحة، وهي خطوة تهدف إلى تثبيط القرصنة. في الصين، تم توفير طبعة شخصية مجانية الاستخدام رسميًا منذ عام 2015.
على الرغم من أن الأرشفة بتنسيق RAR هي ملكية خاصة، إلا أن RARLAB توفره كبرنامج مجاني محمي بحقوق الطبع والنشر وتوفر شيفرته المصدرية سي ++ الخاص بفك حزم UnRAR الحالي، مع ترخيص يسمح باستخدامه في أي برنامج، وبالتالي تمكين الآخرين من إنتاج برنامج قادر على الاستخراج، ولكن ليس إنشاء أرشيف Rar.
RAR لنظام أندرويد مجاني. يعرض الإعلانات. ويمكن الاشتراك بالنسخة المدفوعة لتعطيل الإعلانات. لا يوفر ترخيص وينرار إمكانية منع الإعلانات لـ رار على نظام أندرويد.

## الأمان
في فبراير 2019، تم اكتشاف ثغرة أمنية كبيرة في مكتبة unacev2.dll التي يستخدمها وينرار لفك ضغط أرشيفات ACE. وبالتالي، أسقط WinRAR دعم تنسيق ACE من الإصدار 5.70.
أرشيفات الاستخراج الذاتي التي تم إنشاؤها باستخدام إصدارات قبل 5.31 (بما في ذلك المثبت القابل للتنفيذ من WinRAR نفسه) عرضة لثغرة DLL Hijacking: يمكنهم تحميل واستخدام مكتبات DLL المسماة UXTheme.dll و RichEd32.dll و RichEd20.dll إذا كانوا موجودين في نفس المجلد مثل الملف التنفيذي.
تم الإبلاغ على نطاق واسع أن WinRAR v5.21 والإصدارات الأقدم به ثغرة أمنية في تنفيذ التعليمات البرمجية عن بُعد (RCE) والتي يمكن أن تسمح لمهاجم عن بُعد بإدخال تعليمات برمجية ضارة في ملف قابل للتنفيذ يتم استخراجه ذاتيًا (SFX) يتم إنشاؤه بواسطة مستخدم، «مما يضع أكثر من 500 مليون مستخدم للبرنامج في خطر».

## التاريخ

### إصدارات
- تم إصدار سطر الأوامر RAR و UNRAR لأول مرة في خريف 1993.[4]
- تم إصدار إصدار التطوير المبكر WinRAR 1.54b في عام 1995 لنظام ويندوز 3.إكس.
- 3.00 (2002–05): تم تنفيذ تنسيق أرشيف RAR3 الجديد. لا يمكن إدارة المحفوظات الجديدة بواسطة إصدارات أقدم من WinRAR.
- 3.41 (2004-12): يضيف دعمًا لنظام التشغيل لينكس. أرشيفات Z مثل GZIP و BZIP2. تتضمن الخيارات الجديدة تخزين مسارات الملفات بالكامل واستعادة ملفات NTFS المضغوطة.
- 3.50 (2005–08): يضيف دعمًا لأسطح الواجهة ونظام التشغيل ويندوز إكس بي النسخة الإحترافية Professional x64 Edition.[20]
- 3.60 (2006–08): يضيف إصدارًا متعدد مؤشرات الترابط من خوارزمية الضغط، مما يحسن سرعة الضغط على الأنظمة التي تحتوي على وحدات معالجة مركزية متعددة النواة أو فائقة الترابط
- 3.80 (2008-09): يضيف دعمًا لأرشيفات ZIP، التي تحتوي على أسماء ملفات يونيكود في صيغة التحويل الموحد-8.[21]
- 3.90 (2009-05): يضيف دعمًا لمعمارية إكس86-64 ونظام التشغيل ويندوز 7. تم تحسين الدعم لتعدد التخييط.[5]
- 3.91 هو الإصدار الأخير الذي يدعم اللغة البلنسية.
- 3.92 هو الإصدار الأخير الذي يدعم الصربية السيريلية والصربية اللاتينية.
- 4.00 (2011-03): يتم تسريع عملية فك الضغط بنسبة تصل إلى 30٪. لم تعد أنظمة تشغيل ويندوز 98 وويندوز ميلينيوم وويندوز إن تي مدعومة؛ الحد الأدنى المطلوب لإصدارات ويندوز هو ويندوز 2000.
- 4.10 (2012-01): تم إزالة جميع قيود ZIP مما يسمح الآن بعدد غير محدود من ملفات ZIP ومن حجم أرشيف ZIP. يسمح وينرار الآن أيضًا بإنشاء ملفات ZIP متعددة الأجزاء. تتضمن أرشيفات ZIP الآن أسماء ملفات يونيكود.
- 4.20 (2012-06): تمت زيادة سرعة الضغط في وضع الحوسبة المتعددة المتماثلة بشكل ملحوظ، ولكن تم إجراء هذا التحسين على حساب زيادة استخدام الذاكرة. يستخدم ضغط ZIP الآن SMP أيضًا. لا يمكن لوضع SMP الافتراضي معالجة النص؛ يكون ضغط النص أسوأ بكثير ما لم يتم استخدام رموز تبديل إضافية. أيضًا، تمت إزالة الدعم لويندوز 2000.
- 5.00 (2013-09): تم تنفيذwdym أرشيف RAR5. لا يمكن إدارة أرشيفات RAR5 المضغوطة بواسطة الإصدارات القديمة من وينرار. يعمل تنسيق RAR 5 على تحسين استخدام المعالج متعدد النواة، ويضيف حجم قاموس أكبر يصل إلى 1 جيجا بايت مع وينرار 64 بت. خوارزميات الضغط الاختيارية الخاصة المحسّنة للصور النقطية RGB، وملفات الصوت الخام، والملفات التنفيذية إيتانيوم، والنص العادي، والتي كانت مدعومة من قبل الإصدارات السابقة، مدعومة فقط بتنسيق RAR الأقدم، وليس RAR5. يتم دعم الضغط المحسن الاختياري لملفات x86 التنفيذية وضغط دلتا (لبيانات الجدول المهيكلة) في كلا التنسيقين.
- 5.50 (2017-08): يضيف دعمًا لكلمة مرور رئيسية يمكن استخدامها لتشفير كلمات المرور المخزنة في وينرار. تم تغيير تنسيق RAR الافتراضي إلى الإصدار 5. يضيف دعمًا لفك ضغط صيغ Lzip؛ يضيف دعمًا لتواريخ الملفات عالية الدقة وأسماء الملفات الأطول وأحجام الملفات الأكبر لصيغ تار.
- 5.60 (2018-06): تم تحسين إصلاح أرشيفات RAR5 المحمية. الكشف التلقائي عن ترميز تعليقات أرشيف ZIP. التعرف على ملفات GZIP ذات البيانات السابقة التعسفية كأرشيف GZIP فعلي.
- 5.70 (2019-02): يزيل الدعم لإلغاء ضغط أرشيفات ACE بسبب الثغرات الأمنية الرئيسية [22] في مكتبة unacev2.dll.

### دعم أنظمة التشغيل
الإصدارات الأحدث لا تدعم العديد من أنظمة التشغيل الأقدم. قد تظل الإصدارات التي تدعم أنظمة التشغيل الأقدم متوفرة، ولكن لم تتم صيانتها:
- RAR 2.50 لـ إمس إس- دوس (1999) هو الإصدار الأخير الذي يدعم إم إس- دوس وآو إس / 2 على وحدات المعالجة المركزية ذات 16 بت إكس 86 (متوافقة مع إنتل 8086).[23]
- RAR 3.93 لـ إم إس- دوس هو الإصدار الأخير لـ إم إس-دوس ونظام تشغيل أو إس/2 على وحدات المعالجة المركزية أي إيه-32 (الذي يساوي معالج إنتل 80386 وما بعدها).[24] وهو يدعم أسماء الملفات الأطول من معيار MS-DOS البالغ 8.3 حرفًا، في مربع ويندوز دوس (باستثناء نظام ويندوز آن تي)، ويستخدم موسع RSX DPMI.
- WinRAR 3.93 هو الإصدار الأخير الذي يدعم أنظمة التشغيل اويندوز 95 و98 وميلينيوم وويندوز إن تي 4.0.[5] يعد تطبيق RAR for Pocket PC 3.93 هو الإصدار الأخير من ويندوز موبايل.
- WinRAR 4.11 هو الإصدار الأخير الذي يدعم ويندوز 2000.

## وصلات خارجية
- الموقع الرسمي